# Безопасность жизнедеятельности
Безопасность жизнедеятельности (БЖД) — 1) благоприятное, нормальное состояние окружающей человека среды, условий труда и учёбы, питания и отдыха, при которых снижена возможность возникновения опасных факторов, угрожающих его здоровью, жизни, имуществу, законным интересам; 2) наука о безопасном взаимодействии человека с окружающей средой; 3) учебная дисциплина в системе среднего профессионального и высшего образования, формирующая знания, умения и навыки обеспечения собственной безопасности, действий в условиях опасных, в том числе чрезвычайных ситуаций.
Основная цель БЖД как науки — защита человека в техносфере от негативных опасностей (воздействий) антропогенного и естественного происхождения и достижения комфортных или безопасных условий жизнедеятельности.
Воздействие антропогенных опасностей нарушает нормальную жизнедеятельность людей, вызывает аварии, приводящие к чрезвычайным ситуациям (ЧС) и катастрофам, в том числе экологическим. В настоящее время сформирована тревожная тенденция нарастания губительного воздействия опасных природных явлений и процессов. При всей специфике ситуаций в конкретных странах и регионах они обусловлены ростом народонаселения, концентрацией его и материальных богатств на сравнительно ограниченных территориях, а также изменением характера генезиса природных катастроф. Вторгаясь в природу и создавая все более мощные инженерные комплексы, человечество формирует новую, чрезвычайно сложную систему, включающую техносферу, закономерности развития которой пока неизвестны. Это приводит к увеличению неопределенности информации о функционировании техносферы, энтропийности протекающих в ней процессов, к риску возникновения технологических катастроф — крупномасштабных аварий в промышленности, энергетике, на транспорте, загрязнению биосферы высокотоксичными и радиоактивными отходами производства, угрожающими здоровью миллионов людей.
Безопасность жизнедеятельности включает в себя систему гражданской обороны.
Институт гражданской обороны начинает действовать после объявления военного положения, то есть в военное время.
В России в мирное время всеми вопросами защиты граждан занимается Комиссия по ликвидации последствий чрезвычайных ситуаций и стихийных бедствий (РСЧС). Чтобы предотвратить гибель и травмирование граждан в чрезвычайных ситуациях, что является основным ущербом для государства, на территории России органами РСЧС разработаны, приняты и действуют регламентированные принципы и способы защиты населения.

## История
«Безопасность жизнедеятельности» в качестве учебной дисциплины в вузах РФ была введена в 1990 году с целью выработки идеологии безопасности, формирования безопасного мышления и поведения. Новая дисциплина объединила существовавшие ранее курсы «Охрана труда» (ОТ), «Экология» и «Гражданская оборона» (ГО). ОБЖ обеспечивала общую грамотность в области безопасности так как она является научно-методическим фундаментом для всех специальных дисциплин безопасности (безопасность труда, радиационная безопасность, электробезопасность, пожарная безопасность и др.).

## Основные задачи
- Идентификация опасностей (вид опасности, пространственные и временные координаты);
- Профилактика и защита от опасностей, исходя из концентрации и остаточного риска, и ликвидация последствий воздействия опасности на человека.;
- Планирование и организация мероприятий в условиях возможных и реализованных чрезвычайных ситуаций.
- Защита от опасности на основе сопоставления затрат и выгод.

Опасность — это любые явления, угрожающие жизни и здоровью человека, природной и окружающей среде; свойство живой и неживой материи, способной нанести вред человеку, привести к стойкой потере трудоспособности.

### Безопасность человека может быть достигнута за счет
- снижения интенсивности потоков от источника опасности;
- посредством совершенствования конструкции источников опасности;
- увеличения расстояния между источником опасности и человеком. Уменьшения длительности их взаимодействия;
- применение различных средств защиты между человеком и источником опасности.

Опасность — это любые явления, угрожающие жизни и здоровью человека, природной окружающей среде; свойство живой и неживой материи, способной нанести вред человеку, привести к стойкой потере трудоспособности. Опасности возникают, если потоки вещества, энергии, информации, действующие на человека или природную окружающую среду, превышают допустимые значения. Опасности действуют на человека, элементы техносферы и природную окружающую среду одновременно. Действие опасности сопровождается ущербом для человека, элементов техносферы и природной окружающей среды.
Риск — вероятность (частота) реализации опасности.
Риск выражается формулой:{\displaystyle R={n \over N}} где n — число реализованных случаев опасности; N — общее возможное число случаев проявления опасности.

### Разновидности риска
- индивидуальный риск — характеризует опасность для отдельного человека;
- коллективный риск(социальный, групповой) — риск реализации опасности для определенного типа коллектива, определенной социальной или профессиональной группы людей.